# Jacques Pélissard
Pour les articles homonymes, voir Pélissard.
Jacques Pélissard, né le 20 mars 1946 dans le 6e arrondissement de Lyon (Rhône), est un homme politique français, membre du parti Les Républicains. Maire de Lons-le-Saunier de 1989 à 2020, il est président de l'Association des maires de France entre 2004 et 2014.

## Biographie
Diplômé de l'Institut d'études politiques de Paris (section Service Public, 1970), licencié en lettres et titulaire d'un diplôme d'études supérieures de droit obtenu à la faculté de droit et lettres de Lyon, Jacques Pélissard devient avocat en 1968 et s'installe à Lons-le-Saunier. Il intervient comme professeur de droit économique à l'École supérieure de commerce de Lyon entre 1971 et 1974.
De 1979 à 1981, il siège au Conseil économique et social.
En 1989, il est porté à la tête de la mairie de sa commune face au candidat sortant Henri Auger, et prend la présidence du Syndicat départemental des ordures ménagères (Sydom) du Jura et de la Communauté de communes du bassin de Lons-le-Saunier. Il est élu député dans la première circonscription du Jura le 28 mars 1993, et est réélu le 1er juin 1997, le 9 juin 2002, le 10 juin 2007 et le 17 juin 2012. A la première année à ce poste, il sympathise avec Nicolas Sarkozy et soutient Édouard Balladur à la présidentielle de 1995, ce qui lui vaudra une longue traversée du désert.
Vice-président du Cercle français de l'eau depuis 1996, et membre du Comité national de l'eau, il est le délégué général puis le secrétaire national à l'environnement du Rassemblement pour la République de 1996 à 2000, et membre du conseil du développement durable de l'UMP depuis 2003.
Membre du comité directeur de l'Association des maires de France depuis 1989, Jacques Pélissard en devient vice-président en 1995, puis premier vice-président en 2002 jusqu'à accéder à sa présidence en 2004. En 2007, lorsque le ministre de l'éducation Xavier Darcos annonce à la radio la création d'un service minimum d'accueil dans les écoles en cas de grève, Jacques Pélissard s'y oppose fermement. À la suite de négociations, il obtient que le seuil de déclenchement du service minimum d'accueil passe de 10 % à 25 % de grévistes, et que la responsabilité des élus sera dégagée en cas d'accident.
En novembre 2008, il est réélu à la présidence de l'AMF avec 57,31 % des voix.
Jacques Pélissard devient président de la Maison européenne des pouvoirs locaux français (MEPLF) à partir de juin 2011, prenant la succession de Bruno Bourg-Broc.
Jacques Pélissard a proposé sans succès, en novembre 2009 et avec Richard Mallié, un amendement au projet de loi tendant à amoindrir le risque de récidive criminelle et portant diverses dispositions de procédure pénale, cosigné par 190 députés de la majorité, et qui visait à donner la possibilité aux maires d'être informés de l'installation sur leur commune d'un condamné pour des « faits graves » .
En novembre 2011, Jacques Pélissard est réélu pour un dernier mandat à la tête de l'Association des maires de France avec 61,06 % des voix.
Auditionné le 15 novembre 2012 à l'Assemblée nationale sur le projet de loi ouvrant le mariage aux couples de personnes de même sexe, Jacques Pélissard a proposé d'introduire dans la loi la notion d'« empêchement moral ».
En 2014, Jacques Pélissard est réélu maire de Lons-le-Saunier dès le premier tour avec 56,15 % des voix.
Il soutient Bruno Le Maire pour la primaire présidentielle des Républicains de 2016. En septembre 2016, il est nommé avec plusieurs personnalités membre du comité politique de la campagne.
Ne souhaitant pas être candidat aux élections législatives de 2017, il termine son mandat de député le 20 juin 2017 et c'est Danielle Brulebois qui lui succède. Jacques Pélissard ne se représente pas aux élections municipales de 2020, c'est son adjoint aux affaires sociales Christophe Bois membre d'Agir, la droite constructive et soutenu par LREM qui se présente.
La majorité municipale lédonienne se scinde alors en deux listes : la première est celle de Christophe Bois (Agir-LREM-LR diss) soutenue par Jacques Pélissard. L'autre liste est celle de John Huet (MRSL-UDI-LR), ancien adjoint de Jacques Pélissard.
Christophe Bois arrive en tête du 1er tour avec un peu plus de 36 % des suffrages exprimés, suivi de Jean-Yves Ravier de la société civile à la tête d'une liste gauche plurielle (PCF-EELV-PS et société civile) avec 29 % et John Huet (MRSL-UDI-LR) avec 21 %. Alors que des discussions en vue d'une fusion avec la liste de Christophe Bois s'étaient engagées, John Huet se désiste finalement en faveur de Jean-Yves Ravier en vue du second tour. Jean-Yves Ravier l'emporte lors du second tour le 28 juin 2020 avec un peu plus de 52 % des suffrages exprimés. Le cinquième mandat de Jacques Pélissard prend fin le 4 juillet 2020. Ayant exercé la fonction de maire pendant plus de trois mandats Jacques Pélissard est depuis cette date Maire-Honoraire de Lons-le-Saunier.
Son épouse, Hélène Pélissard, a été conseillère LR en Bourgogne-Franche-Comté pour le Jura. Candidate sur la liste de la majorité présidentielle de Denis Thuriot représentée dans le Jura par Delphine Galois du MRSL elle n'est pas réélue. 

## Synthèse des mandats et fonctions

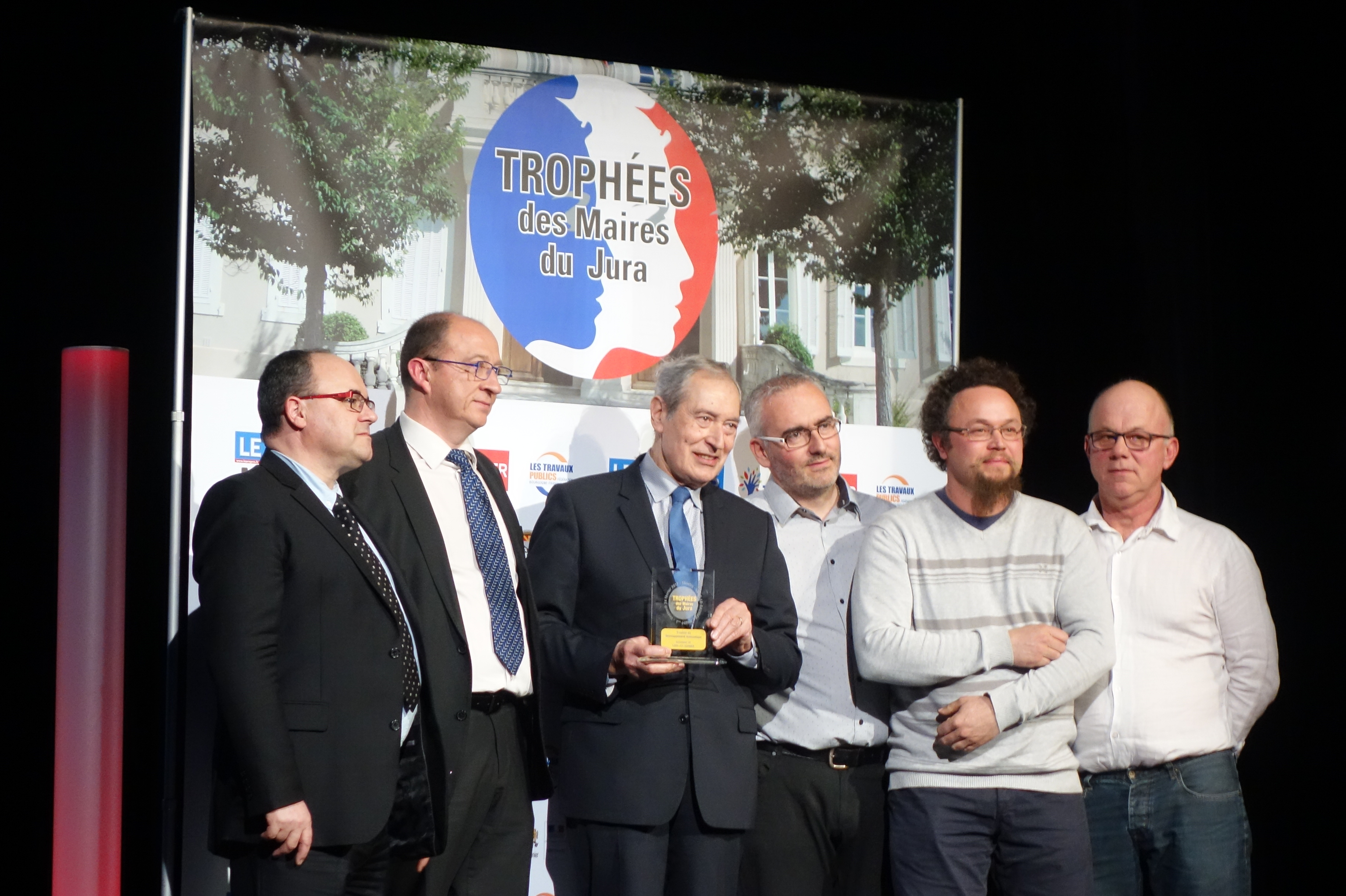
Jacques Pélissard à la cérémonie des Trophées des maires du Jura 2017.

- De mars 1983 à mars 1989 : conseiller municipal de Poligny
- Du 19 mars 1989 au 4 juillet 2020 : maire de Lons-le-Saunier, Jura
- De 1993 à 2017 : député de la première circonscription du Jura
- De 2000 à 2017 : Président de la Communauté de Communes du Bassin Lédonien, puis de l'Espace Communautaire Lons Agglomération (ECLA)[11]
- De 2004 à 2014 : Président de l'Association des Maires de France
- De 2011 à 2012 : Président de la Maison européenne des pouvoirs locaux français (MEPLF)
- Depuis le 22 juin 2017 : Président du Conseil d’administration de l'Agence France Locale

## Vie privée
Jacques Pélissard est marié et père de quatre enfants.

## Décoration
- Chevalier de la Légion d'honneur (06 décembre 2019)[13]